# Guillaume Antoine Baron
Pour les articles homonymes, voir Baron.
Guillaume Antoine Baron est un homme politique français né le 16 janvier 1774 aux Arcs (Var) et décédé le 29 décembre 1846 à Seillans (Var).

## Biographie
Guillaume Antoine Baron naît le 16 janvier 1774 aux Arcs, et est baptisé le lendemain. Il est le fils de Jean Joseph Baron, propriétaire terrien, et de son épouse, Catherine Abeille.
Directeur du Mont-de-Piété de Paris, Guillaume Antoine Baron est député du Var de 1821 à 1831, soutenant les ministères de la Restauration. Il est créé baron de Claviers en 1817.
Il meurt le 29 décembre 1846 à Seillans.

## Distinctions
- Chevalier de la Légion d'honneur (1er mai 1821)[3]
- Officier de la Légion d'honneur (19 mai 1825)[3]